# Главиниця (Пазарджицька область)
Глави́ниця (болг. Главиница) — село в Пазарджицькій області Болгарії. Входить до складу общини Пазарджик.

## Населення
За даними перепису населення 2011 року у селі проживали 2282 особи.
Національний склад населення села:
| Національність   | Кількість осіб | Відсоток |
| ---------------- | -------------- | -------- |
| болгари          | 1917           | 87,7%    |
| цигани           | 228            | 10,4%    |
| турки            | 21             | 1,0%     |
| інша             | 3              | 0,1%     |
| не визначились   | 16             | 0,7%     |
| Всього відповіли | 2185           |          |

Розподіл населення за віком у 2011 році:
Динаміка населення: